# Zolota Dolîna, Melitopol
Zolota Dolîna (în ucraineană Золота Долина, în germană Kaisertal) este un sat în comuna Poleanivka din raionul Melitopol, regiunea Zaporijjea, Ucraina. Satul a fost locuit de germanii pontici.  

## Demografie
Componența lingvistică a localității Zolota Dolîna
     Rusă (77,7%)
     Ucraineană (21,58%)
     Alte limbi (0,72%)
Conform recensământului din 2001, majoritatea populației localității Zolota Dolîna era vorbitoare de rusă (77,7%), existând în minoritate și vorbitori de ucraineană (21,58%).